# Condado de Eddy (Novo México)
O Condado de Eddy é um dos 33 condados do Estado americano do Novo México. A sede do condado é Carlsbad, e sua maior cidade é Carlsbad. O condado possui uma área de 10 872 km² (dos quais 40 km² estão cobertos por água), uma população de 51 658 habitantes, e uma densidade populacional de 5 hab/km² (segundo o censo nacional de 2000). O condado foi fundado em 1889.